# Борис Верлински
Борис Маркович Верлински е украинско-руски международен майстор по шахмат, по произход евреин. Той е един от най-силните съветски шахматисти през 20-те години на ХХ век и е в топ 20 на света през 1926 г., постижение на гросмайсторско ниво за тези години. Глухоням е, което го поставя в неизгодно положение през целия му живот.

## Биография
През 1909 г., Верлински заема 10-11 м. в Санкт Петербург, на Всеруския аматьорски турнир. Състезанието е спечелено от Александър Алехин. През 1910 г., Верлински побеждава в Одеса. На следващата година се класира на 6-8 позиция в Санкт Петербург, турнир спечелен от Степан Левитски. През 1921 г. печели първенството на Одеса. Година по-късно заема третата позиция в Санкт Петербург, където победител е Александър Евенсон.
След Първата световна война, Верлински се премества от Украйна в Русия. През 1923 г. заема 1-2 м. с Кутузов на турнира в Петроград. Същата година се класира на 2 м. зад Сергеев, пак на турнир в Петроград. През 1924 г. участва в Москва на 3-тия съветски шампионат по шахмат, заемайки 10-11 позиция в крайното класиране. Победител става Ефим Боголюбов. Същата година Верлински се класира втори след Григориев на 5-ия московски шампионат. През 1925 г. е на 2-3 м. зад Сергеев на 6-ия московски турнир. През август-септември същата година участва на съветското първенство, проведено в Ленинград, като заема 4 позиция в класирането, зад победителя Боголюбов.
В периода ноември-декември 1925 г., Верлински участва на турнира в Москва, където се класира на 12-14 м. На пръв поглед незабележителен резултат, но на това шахматно мероприятие съветският шахматист постига няколко красиви победи срещу силни състезатели. Най-впечатляващата от тях е победата му над световния шампион Хосе Раул Капабланка с черните фигури. През 1926 г., Верлински печели с Марски украинския шампионат, проведен в Одеса. Същата година заема 8-9 м. на Московския шампионат, който е спечелен от Абрам Рабинович. Две години по-късно на същото състезание, Верлински заема първата позиция.
През 1929 г. Верлински става шампион на Съветския съюз по шахмат. Благодарение на това си постижение, евреинът е награден със съветско гросмайсторко звание. Давид Бронщайн твърди, че Верлински е първият шахматист, награден с това звание, което е учредено през 1927 г. Две години по-късно на Верлински му е отнета тази титла, която е анулирана. Няколко години по-късно повече поради политически причини, Михаил Ботвиник е обявен за първия съветски гросмайстор, събитие осъществено през 1935 г.
През 1930 г., Верлински се класира на 7-а позиция в Московското първенство. През месец ноември на следващата година, заема 3-6 м. в Съветското първенство с резултат 10/17 т. Последното голямо състезание на Верлински е през 1945 г., когато участва в първенството на Москва и където постига резултат 5/16 т.
Верлински е награден със звание международен майстор през 1950 г., в годината, когато той умира на 62-годишна възраст.